# Ankersmit (textielfabriek)

Batik met pelikaan-motief gemaakt rond 1900, vermoedelijk voor export naar Nederlands-Indië

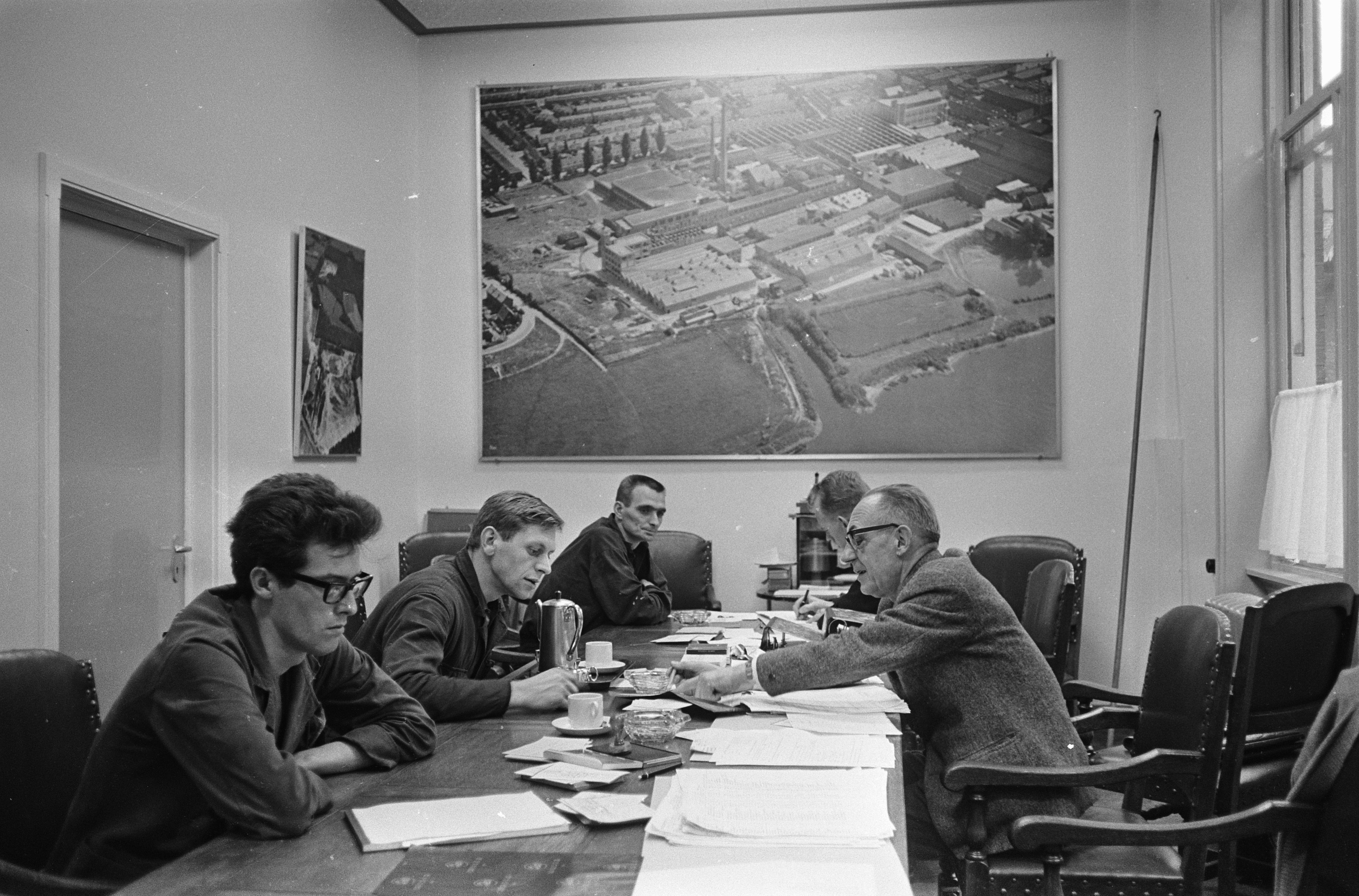
Vergadering in 1965, tegen de wand een foto van het fabriekscomplex te Deventer

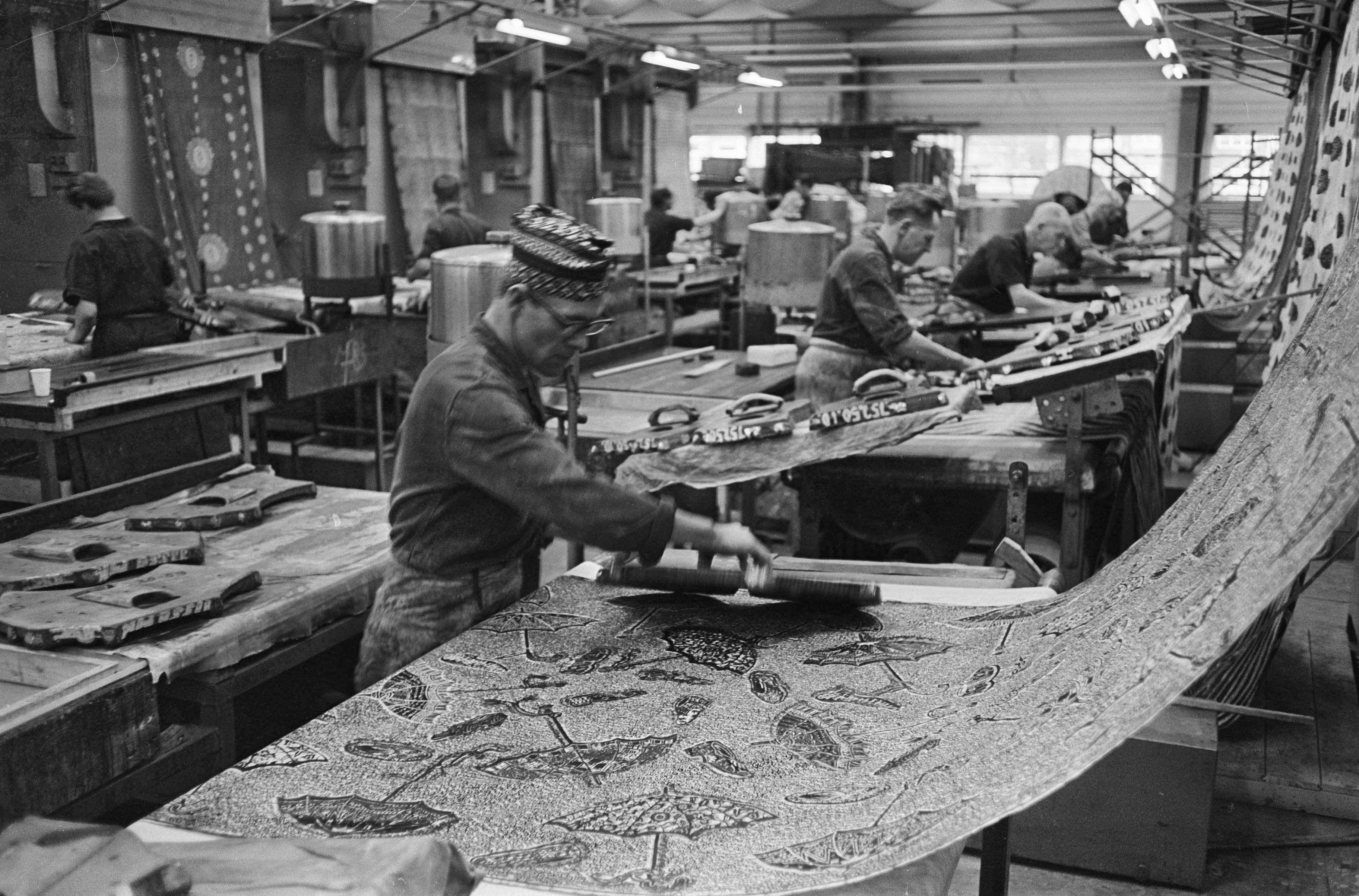
De fabriek kort voor de sluiting in 1965

Ankersmit was een textielfabriek in Deventer in de Nederlandse provincie Overijssel. Ze was gelegen aan de rivier IJssel aan de noordzijde van de stad, in de Zandweerd. Het bedrijf sloot in 1965. Op de plaats van de rond 2000 gesloopte fabriek is een herinneringsmonument opgericht waarin vier gietijzeren fabrieksramen uit 1864 verwerkt zijn.

## Geschiedenis
Hendrik Jan Ankersmit begon in 1799 een manufacturenhandel in Deventer. De garens werden gekocht in Twente en in Engeland, het weven geschiedde in huisarbeid, waarmee Ankersmit feitelijk een fabrikeur was. In Deventer waren toen ook al een blauwververij en een kalandermolen om textiel te bewerken. 
In 1860 werd een stoomweverij gebouwd, maar vanwege de Amerikaanse Burgeroorlog stokte de aanvoer van katoen, daardoor kwam 'Ankersmit & Co' pas in 1865 in bedrijf.  Men produceerde veel voor de export. De indigoblauwe stoffen waren onder meer bij de Toeareg in trek. Ook Nederlands-Indië was een belangrijk afzetgebied.

### Groei
Ankersmit trachtte zoveel mogelijk bewerkingsstappen in eigen beheer uit te voeren. Van 1890-1900 exploiteerde men - zonder veel succes - een katoendrukkerij. In 1902 werd het bedrijf omgezet in een naamloze vennootschap onder de naam: 'NV Deventer Katoenmaatschappij'. Omstreeks 1910 ging men zich in navolging van de Haarlemsche Katoen Maatschappij (HKM) toeleggen op imitatiebatik. Tijdens de Eerste Wereldoorlog richtte Ankersmit zich op de binnenlandse markt. Samen met het Helmondse Vlisco werden rond 1920 wasdrukmachines en drukrollen van de HKM overgenomen. In de jaren 1920 groeide de West-Afrikaanse markt als afzetgebied voor de imitatiebatikstoffen gestaag.
In diezelfde periode werd een blekerij en een merceriseerderij opgericht en in 1926 volgde NV Katoenspinnerij 'De Zandweerd'. Zo was een volledig geïntegreerd katoenbedrijf ontstaan. Handelshuis 'Everard' werd overgenomen. Een dochteronderneming, 'Ankersmit’s Chemische Fabrieken', kwam te Borgharen tot stand. Deze verwerkte mergel tot diverse producten en ging uiteindelijk als Sibelco Europe MineralsPlus op in het Belgische Sibelco-concern.
De Tweede Wereldoorlog bracht grote moeilijkheden met zich mee. Het bedrijf had slechts Nederland en het Europese continent als markt en was ook gedwongen voor het Duitse leger te produceren. Men maakte onder andere verbandgaas. In de naoorlogse periode zag handelsmaatschappij 'United Africa Company', onderdeel van het Unilever-concern, die de imitatiebatik verkocht in Afrika, ruime afzetkansen. Er kwam een uitnodiging de productiecapaciteit sterk uit te breiden. Ankersmit ging daar niet op in, Vlisco wel. Toch nam ook de imitatiebatik-afzet van Ankersmit toe. Daarnaast produceerde het bedrijf bonte katoenstoffen en vitragestoffen. In 1956 kwam te Borgharen een kleurstoffenfabriek, de NV Gamma, in productie. In 1957 werd, vanwege personeelsgebrek in de regio Deventer, te Didam een nieuwe wasdrukkerij opgericht. 

### Neergang
Hoewel in 1962 en 1963 nog geïnvesteerd werd in nieuwe gebouwen en machines begonnen de bedrijfsresultaten terug te lopen. De concurrentie op de Europese markt nam toe, evenals de (loon-)kosten. Begin jaren 1960 stortte de Afrikaanse markt tijdelijk in doordat na de onafhankelijkheid van de Franse en Britse koloniën aldaar een periode van politieke instabiliteit optrad. Het was echter vooral de Europese markt waar de verliezen werden geleden. De winst was elk jaar minder en in 1963 werd voor het eerst verlies geleden.
In 1964 werd Ankersmit opgenomen in 'Texoprint', samen met Vlisco en Stoomweverij Nijverheid te Enschede. De bedoeling was om door synergie de efficiëntie te verbeteren. Dit leidde tot een vermindering van het aantal productielocaties. Men koos voor concentratie bij Vlisco te Helmond en in 1965 werd Ankersmit gesloten.
Texoprint nam daarna nog tapijtfabriek Hatéma op en veranderde zijn naam in 1972 in Gamma Holding. De naamgeving was geïnspireerd door de kleurstoffenfabriek NV Gamma, ooit een onderdeel van Ankersmit.
Het archief van Ankersmit wordt beheerd door Collectie Overijssel, locatie Deventer.